# Großhurden
Großhurden ist ein Ortsteil von Steinenbrück in der Stadt Overath im Rheinisch-Bergischen Kreis in Nordrhein-Westfalen, Deutschland.

## Lage und Beschreibung
Der Ortsteil Großhurden liegt oberhalb der Bundesautobahn 4 an der Kreisstraße 38, die Steinenbrück mit Kreutzhäuschen verbindet und hier Grabenstraße heißt. Er gehört zum Quellgebiet des Holzbachs, der in die Sülz mündet. Orte in der Nähe sind Heidermühle, Neuhurden, Mittelbech, Unterbech und Oberbech. 
Großhurden ist Standort einer von drei Overather Streusiedlungen von Siebenbürger Sachsen.

## Geschichte
Die Topographia Ducatus Montani des Erich Philipp Ploennies, Blatt Amt Steinbach, belegt, dass der Wohnplatz bereits 1715 vier Hofstellen besaß, die als Hiden beschriftet sind. Carl Friedrich von Wiebeking benennt die Hofschaft auf seiner Charte des Herzogthums Berg 1789 als gr. Hucken. Aus ihr geht hervor, dass der Ort zu dieser Zeit Teil der Honschaft Löderich im Kirchspiel Overath war.
Der Ort lag an der Heidenstraße, einer bedeutenden mittelalterlichen Altfernstraße von Köln über Kassel nach Leipzig. Die alte Trasse des alten Höhenwegs verlief auf der heutigen Straße nach Leffelsend.
Der Ort ist auf der Topographischen Aufnahme der Rheinlande von 1817 als Gr. Hürden verzeichnet. Die Preußische Uraufnahme von 1845 zeigt den Wohnplatz unter dem Namen Gr. Hurden. Ab der Preußischen Neuaufnahme von 1892 ist der Ort auf Messtischblättern regelmäßig als Gr. Hurden oder Großhurden verzeichnet.
1822 lebten 43 Menschen im als Hof kategorisierten und (Groß-)Hürden bezeichneten Ort, der nach dem Zusammenbruch der napoleonischen Administration und deren Ablösung zur Bürgermeisterei Overath im Kreis Mülheim am Rhein gehörte. Für das Jahr 1830 werden für Groß- und Klein-Hürden zusammen 78 Einwohner angegeben. Der 1845 laut der Uebersicht des Regierungs-Bezirks Cöln als Hof kategorisierte und Groß-Hurden bezeichnete Ort besaß zu dieser Zeit fünf Wohngebäude mit 35 Einwohnern, alle katholischen Bekenntnisses. Die Gemeinde- und Gutbezirksstatistik der Rheinprovinz führt Grosshurden 1871 mit sechs Wohnhäusern und 49 Einwohnern auf. Im Gemeindelexikon für die Provinz Rheinland von 1888 werden für Groß Hurden acht Wohnhäuser mit 53 Einwohnern angegeben. 1895 besitzt der Ort sieben Wohnhäuser mit 40 Einwohnern, 1905 werden neun Wohnhäuser und 39 Einwohner angegeben.